# Faustus Korneliusz Sulla
Faustus Korneliusz Sulla, Faustus Cornelius Sulla (ur. około 88 p.n.e., zm. 6 kwietnia 46 p.n.e. pod Tapsus) – rzymski polityk, syn dyktatora Sulli, augur, kwestor 54 roku p.n.e., związany ze stronnictwem optymatów. Uczestnik II wojny domowej, w której poniósł śmierć.  

## Życiorys

### Pochodzenie
Faustus Korneliusz Sulla był synem Lucjusza Korneliusza Sulli i jego czwartej żony Dalmatyki, urodził się nie później niż w 88 roku p.n.e., kiedy jego ojciec piastował konsulat lub w 85 roku p.n.e., kiedy ojciec był już prokonsulem. Jego bliźniaczą siostrą była Fausta. Po śmierci starszego, przyrodniego brata na przełomie 82 i 81 roku p.n.e. stał się najstarszym synem Sulli, ówczesnego dyktatora Republiki Rzymskiej; niedługo później zmarła jego matka.
Na dzień przed swoją śmiercią w 78 roku p.n.e., Sulla wyznaczył jedynego syna spadkobiercą i powierzył go opiece swojego politycznego sojusznika, senatora Lukullusa. Po śmierci opiekuna, około 56 roku p.n.e., Faustus ożenił się z córką Pompejusza Wielkiego.

### Kariera polityczna
Wykorzystując odziedziczone po ojcu wpływy, Faustus działał w senacie w stronnictwie optymatów, występując w obronie reform sullańskich. W 63 roku p.n.e. brał udział w kampanii Pompejusza w Azji i zajęciu Jerozolimy. W 59 roku p.n.e. zorganizował i sfinansował wystawne igrzyska gladiatorskie na cześć swego ojca.
Faustus, skonfliktowany z walczącym o pamięć o konsulu Mariuszu i dyskredytującym prawodawstwo Sulli, konsulem roku 59 p.n.e. Gajuszem Juliuszem Cezarem, pozostał do śmierci jego przeciwnikiem politycznym. W 54 roku p.n.e. został obrany kwestorem, a dwa lata później senat powierzył mu misję odbudowy spalonej Curia Hostilia. Został także wybrany do kolegium augurów, lecz data tego wydarzenie nie jest znana. Dalszą karierę uniemożliwił wybuch wojny domowej.

### Wojna domowa
Po przekroczeniu przez siły Cezara Rubikonu w 49 roku p.n.e., Faustus opowiedział się po stronie optymatów i Pompejusza, jako propretor działał w Mauretanii. Kraina ta stała się głównym ośrodkiem oporu przeciwko popularom po klęsce Pompejusza w bitwie pod Farsalos.
Na wiosnę 46 roku p.n.e. wojska Cezara wylądowały w Afryce i 6 kwietnia 46 roku p.n.e. wygrały decydującą bitwę pod Tapsus. Faustus został wzięty do niewoli i zamordowany z rozkazu Cezara.